# Hora Mare, Caraș-Severin
Hora Mare este un sat în comuna Cornereva din județul Caraș-Severin, Banat, România.